# The Addams Family (flipperkast)
The Addams Family uit 1992 is de best verkochte flipperkast sinds de jaren 30 van de twintigste eeuw, met in totaal 20.270 verkochte exemplaren. De machine werd geproduceerd door Midway onder de merknaam Bally, als een zogenaamde "solid state"-flipperkast. De kast is gebaseerd op de in 1991 uitgekomen film met dezelfde naam en heeft diverse geluiden uit de film en de stemmen van Gomez Addams (Raúl Juliá) en Morticia Addams (Anjelica Huston).

## Populariteit
Toen de pinballmachine werd uitgebracht (maart 1992) waren de arcade-videogames sterk in populariteit afgenomen. Mensen hadden thuis vaak een krachtiger systeem dan in de speelhal te vinden was zoals de Super Nintendo en de Sega Mega Drive. Daarentegen waren de flipperkasten in die periode juist sterk ontwikkeld. Zaken als het nieuwe dot-matrix display en de videochips in de kasten konden op de schermen ook animaties laten zien, waardoor de beleving van het verhaal veel intenser en dus ook aantrekkelijker voor de speler was.
The Addams Family heeft een aantal nieuwe functies die in de flipperwereld nog onbekend waren:
- Thing: Een hand met een magneet. De bal wordt door de magneet van het speelveld gehaald en in de doos waar hij uit komt gegooid. De bal wordt zo toegevoegd aan de multiball.
- The Power: Drie magneten onder het speelveld brengen de bal tijdens het spelen uit balans. Enkele vroege modellen bevatten slechts twee magneten.
- Thing Flips: Boven de bovenste linkerflipper is een optische sensor die, als de bal langs de sensor komt, zelf de flipper aanstuurt om de bal in "The Swamp" te schieten. Dit is de eerste door een CPU gecontroleerde flipper in de geschiedenis van de flipperkast. Het spel kan gemiste schoten gebruiken om toekomstige schoten meer accuraat af te vuren.

## Spelverloop
Het spel bevat 13 bonussen, die worden verkregen door de bal in de elektrische stoel te schieten. Als de bonus behaald is, gaat het bijbehorende raam van het landhuis branden. De bonussen zijn:
- 3 Million: 3 miljoen punten.
- Graveyard At Max: Zet de graveyardbumper op de maximale score van 50.000. Als deze geactiveerd wordt roept Gomez "Out to the cemetery! Come on everybody!"
- Hit Cousin Itt: Elk doelwit telt voor 200.000 extra punten gedurende 20 seconden, en als de bal neef Itt raakt levert dat nog eens 50.000 punten op.
- The Mamushka: Elk doelwit wordt 250.000 extra punten waard gedurende 20 seconden.
- 6 Million: 6 miljoen extra punten!
- Quick Multiball: Als de speler de bal bij Thing krijgt ontvangt hij een extra bal. Gedurende de multiball kan de speler de kluis raken voor extra punten. Dit begint met 5.000.000, en loopt per keer met 1.000.000 op.
- Fester's Tunnel Hunt: De speler krijgt 5, 10 en 15 miljoen extra punten voor het raken van het moeras, de stoel en de kluis in willekeurige volgorde. Dit bonusspel duurt echter maar 20 seconden.
- Seance: De speler krijgt oplopend 5, 10 en 15 miljoen extra punten voor elke ramp die hij raakt. Dit bonusspel duurt echter maar 20 seconden.
- 9 Million: Geeft de speler 9 miljoen punten.
- Thing Multiball: De timer begint terug te tellen vanaf 15.000.000. Als de speler de bal bij Thing kan krijgen voordat de teller op nul staat, krijgt hij/zij het aantal punten dat de teller aangeeft als bonus. Ook krijgt de speler een extra bal.
- Raise the Dead: Elke 4 hits op een van de bumpers in het kerkhof leveren 3 miljoen punten op. Duurt 30 seconden.
- Lite Extra Ball: De extra-ballamp gaat aan. Als je de target raakt krijg je die ook.
- Question Mark: "Tour the Mansion" – Dit is het eindspel en wordt geactiveerd als alle ramen van het landhuis branden. De speler krijgt 50 miljoen punten, de extra-ballamp gaat aan, maximaliseert de waarde van het kerkhof en begint elke minigame automatisch.

## Easter eggs
The Addams Family pinball bevat twee bekende "Easter eggs", verrassingspaaseieren. De Special Collector's Edition heeft deze ook plus nog één extra verrassing.
Ze zijn als volgt te vinden:
- When Cows Fight: Een grappige dot-matrixtekening die ongeveer 3 seconden op de kast blijft staan. Te zien met de volgende knoppencombinatie: 7 keer links, 1 keer start, 14 keer rechts, 1 keer start, 20 keer links en als laatste 1 keer start.
- When Cows Dig for Gold: Alleen voor de Special Collector's Edition. Nog een grappige dot-matrixtekening die ongeveer 3 seconden op de kast blijft staan. Te zien met de volgende knoppencombinatie: 12 keer links, 1 keer start, 5 keer rechts, 1 keer start, 4 keer links en als laatste 1 keer start.
- Design credits:: Een opzichtige en luide lofzang voor de ontwerpers bij Bally. Te zien met de volgende knoppencombinatie: 13 keer links, 1 keer start, 1 keer rechts, 1 keer start, 2 keer links en als laatste 1 keer start.

## Special Collector's Edition
In oktober 1994 bracht Bally de "Special Collectors Edition" van The Addams Family uit. Vaak wordt deze kast The Addams Family Gold genoemd. Deze speciale versie werd gemaakt om te vieren dat er 20.000 Addams Familykasten verkocht waren. De Collector's Edition is feitelijk gelijk aan de originele kast, maar er is een flink aantal gouden accenten toegevoegd, onder andere gouden siderails, lockbar, gouden poten en diverse gele accenten op en rond het speelveld. Ook is de software uitgebreid. Dat is te zien aan het introscherm van de kast waar "Special Collectors Edition" onder de titel staat. Daarnaast is er een aantal nieuwe scoreregels waarvan de meest zichtbare die van "The Mansion" zijn. Sommige ramen gaan plots branden als je een item van "Cousin Itt" vindt, zoals de haardroger, kam of horloge. Wednesday en Pugsley zijn ook nieuw in het spel met "Find the Trap Door", waarbij een aantal geheime deuren moeten worden gevonden in de flipperkast. Daardoor kom je plots in een andere kamer van "The Mansion" uit en krijg je dubbel het aantal punten. Ook zijn er enkele nieuwe teksten ingesproken en diverse nieuwe animaties. Dit werd mogelijk door het toevoegen van een derde programma-eprom. De originele versie heeft twee eproms.
Er zijn slechts 1000 van deze "Special Collectors Editions" geproduceerd. Er werd bij elke kast een certificaat geleverd met het nummer van de kast, dat ook op het gelddeurtje staat. Voor een dealer was het mogelijk om bij een honderdtal verkochte Addams Family kasten een speciale "Trophy" bij de fabrikant aan te vragen. Deze Trophy was van plexiglas en had de beeltenis van Thing.

## Trivia
- Als je op niet legale wijze de bal in de 'vault' achter de boekenkast krijgt roept Gomes: "Dirty pool old man, I like it".
- Als het spel op tilt slaat (door overmatig slaan of schudden met de machine) hoort men Raúl Juliá de tekst "You're a funny guy" zeggen op dreigende toon. Deze zin is overgenomen uit de film Moon Over Parador en komt niet uit de film "The Addams Family"
- Er zijn onderzetters uitgebracht door Bally met de beeltenis van "Thing" voor de promotie van de flipperkast.